# Ania (cantante)
Vania Mitre Martínez (Lima, 21 de noviembre de 1994), más conocida por su nombre artístico Ania (estilizado ANIA), es una cantante y compositora peruana de pop latino y reguetón. En 2020 ganó el certamen International Songwriting Competition en la categoría de «música latina» por su canción «Bien, bien».

## Biografía
Ania nació en Lima el 21 de noviembre de 1994, hija del músico de raíces palestinas Fahed Mitre y de la ex Miss Perú Marisol Martínez.
En 2014, participó como concursante de la segunda edición del programa La voz Perú. Tras su experiencia en el show, se trasladó a México para iniciar una carrera como solista.
En 2017, participó en el evento WorldPride Madrid. Ese mismo año publicó su primer álbum, titulado Danza animal y producido por el español Ed is Dead. Un año después, se presentó en varios conciertos en su país como el Festival Taytakuna, la Feria Benéfica el Rastrillo y el Festival Barrio Latino.
En 2019, publicó el sencillo «Culpa mía», producido y compuesto por el colectivo de músicos y productores colombianos conocido como MAJK. El mismo año publicó las canciones «Sabes bien» (producida por el colombiano Argüello) y «Bien, bien» (compuesta por MAJK). Esta última canción logró el primer lugar en el certamen International Songwriting Competition en la categoría de «música latina».
En mayo de 2019, realizó una participación en el Claro Música Fest de Bogotá y el 8 de noviembre del mismo año compartió escenario con la artista argentina Tini Stoessel en su concierto en Lima. Igualmente estrenó el sencillo «Repetir», bajo la producción de Mango y Nabález.
En febrero de 2020 se presentó junto al cantante español Alejandro Sanz en Lima y estrenó los sencillos «Ando sola», «Me quedo aquí» y «Cómo le explico». Ante el éxito de esta última canción en la plataforma YouTube, publicó una versión en salsa con la cantante y bailarina peruana Amy Gutiérrez.

## Discografía

### Álbumes de estudio
- 2017: Danza animal

### Sencillos
- 2019: «Culpa mía»
- 2019: «Sabes bien»
- 2019: «Bien, bien»
- 2019: «Repetir»
- 2020: «Ando sola»
- 2020: «Me quedo aquí»
- 2020: «Cómo le explico»
- 2021: «Cómo le explico (versión salsa)» (junto a Amy Gutiérrez)
- 2021: «Déjame»
- 2021: «Yo y tú»